# Um Ano em Arcádia
Um Ano em Arcádia (em alemão: Ein Jahr in Arkadien: Kyllenion) foi um romance de 1805, escrito por Augusto, Duque de Saxe-Gota-Altemburgo. É conhecido por ser a primeira obra literária da contemporaneidade a retratar o amor entre dois homens de forma explícita.

## Sobre

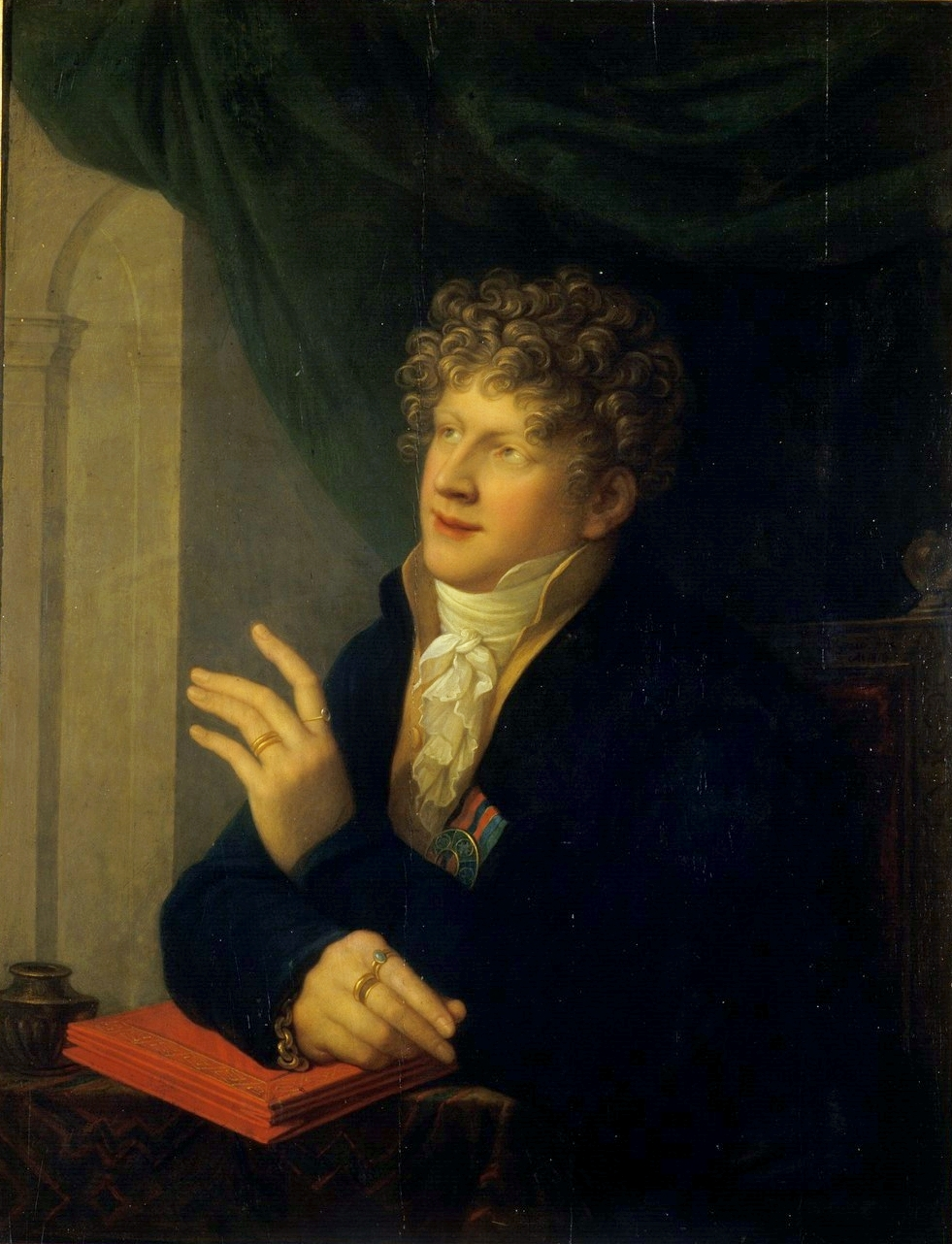
O Duque de Saxe-Gota-Altemburgo, autor da obra.

O romance foi escrito por Augusto, Duque de Saxe-Gota-Altemburgo, avô materno do príncipe Alberto, marido da rainha Vitória do Reino Unido. O duque era conhecido por seu comportamento excêntrico, gostava de vestir meias de seda e aparecer vestido de mulher. Entre os seus amigos, gostava de ser tratado por "Emilie".
O romance é estruturado como um conjunto de contos idílios, um para cada mês do calendário ático. Situado na Grécia Antiga, apresenta vários casais — incluindo um homossexual — se apaixonando, superando obstáculos e vivendo felizes para sempre. O movimento romântico ganhando força no final do século XVIII permitiu que os homens "expressassem profunda afeição uns pelos outros", e o motivo da Grécia Antiga como "uma utopia do amor homem-homem" era um veículo aceitável para refletir isso, mas alguns dos contemporâneos do duque sentiram que seus personagens "ultrapassaram os limites da afeição masculina para um erotismo impróprio".
A Biblioteca Universitária de Frankfurt da Universidade de Frankfurt possui uma cópia original em seu acervo da Coleção da Biblioteca de Arthur Schopenhauer. O volume com 124 páginas, com ΚΥΛΛΗΝΙΩΝ em alfabeto grego figurando a capa do título e com ilustrações dianteiras e traseiras. O romance foi traduzido para os idiomas inglês e português.